# Александровский сквер (Харьков)

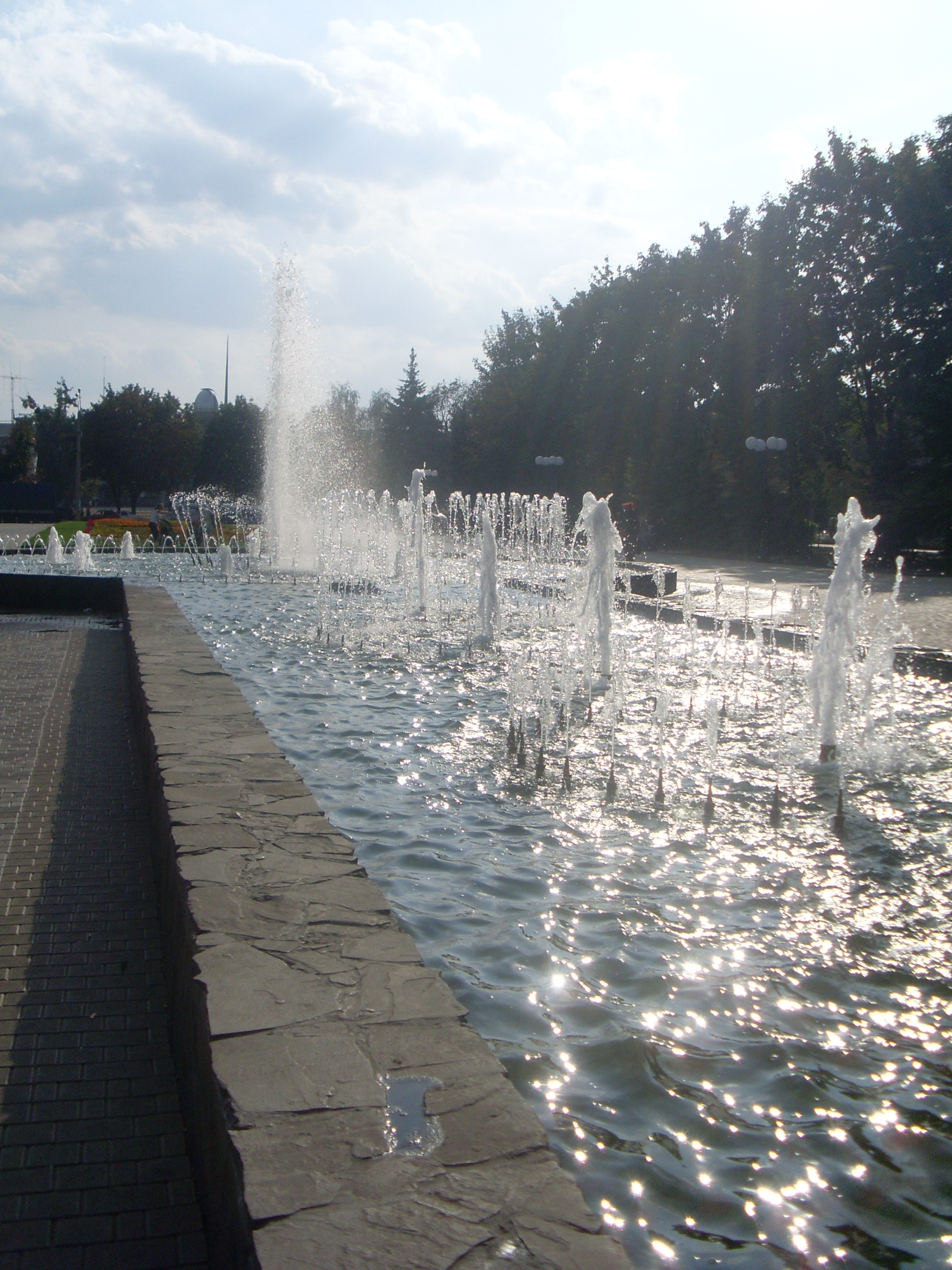
Фонтан в Александровском сквере

Александровский сквер — один из скверов Харькова, расположенный в районе ХТЗ на просп. Индустриальном, между просп. Александровским и просп. Московским. Сооружён на месте старого советского сквера.

## Сооружение первой очереди сквера
Первая очередь сквера (от просп. Индустриального до ул. Библика) сдана в эксплуатацию 19 августа 2009 года.
На территории сквера специалисты удалили 75 сухих аварийно-опасных деревьев, выполнили санитарную обрезку 125 деревьев, высадили 94 дерева, из них — 60 шаровидных клёнов и 34 плакучих ясеня. Также на разбитых цветочных клумбах озеленители посадили 125 тысяч цветов, в сквере положили около 700 квадратных метров газона.
На участке между просп. Александровским и ул. Соколова оборудован фонтан с облицовкой из натурального камня — песчаника. Для отдыха жителей и гостей города в сквере установили 46 парковых скамеек, 48 урн для мусора. Мощение аллей выполнено декоративной тротуарной плиткой «Старый город» (11 тыс. м²). Установлено наружное освещение (140 парковых светильников). На участок между улицей Мира и Московским проспектом перенесли памятник первому трактору ХТЗ, который ранее находился возле перекрёстка проспектов Александровский и Индустриальный.

## Сооружение второй очереди сквера
9 июня 2010 года завершены работы по благоустройству второй очереди сквера (между улицами Библика и Мира). При строительстве второй очереди Александровского сквера на ХТЗ были выполнены работы по удалению 52 деревьев, связанные с наличием среди них сухих, аварийных, что вызывало опасность травмирования людей, находящихся в зелёных зонах, выполнена санитарная обрезка порядка 500 деревьев.

## Александровская площадь
22 августа, накануне Дня города, на ХТЗ открылась после реконструкции Александровская площадь и был освящен памятник небесному покровителю Харькова священномученику Александру. Торжественное открытие Александровской площади приурочено к празднованию Дня города и дня рождения Священномученика Александра (23 августа). Памятник завершил целостный архитектурный ансамбль реконструированной площади — неотъемлемой части комплексного зелёного массива по пр. Индустриальному (Александровского сквера).

## Фотографии сквера

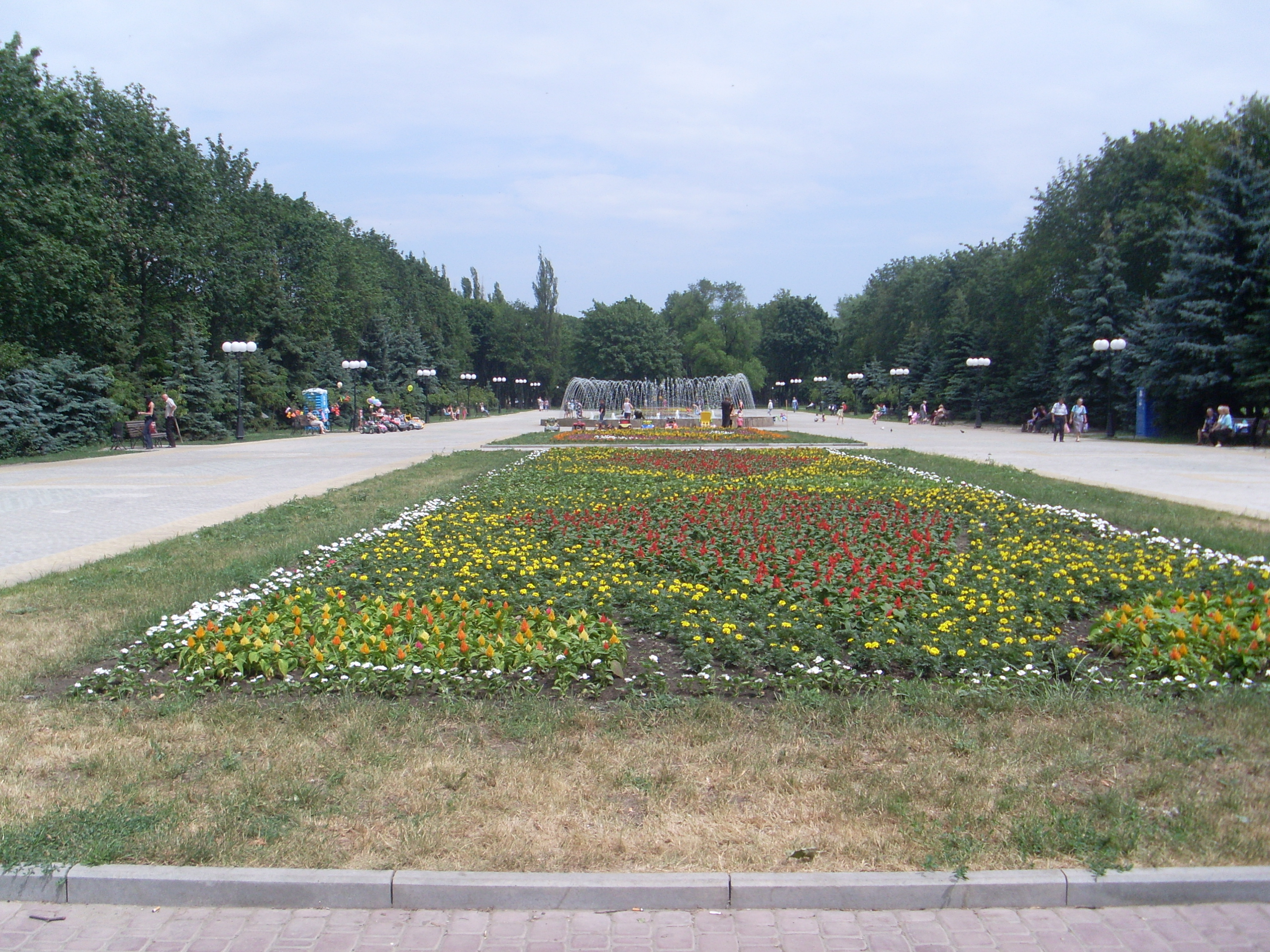
Центральная аллея
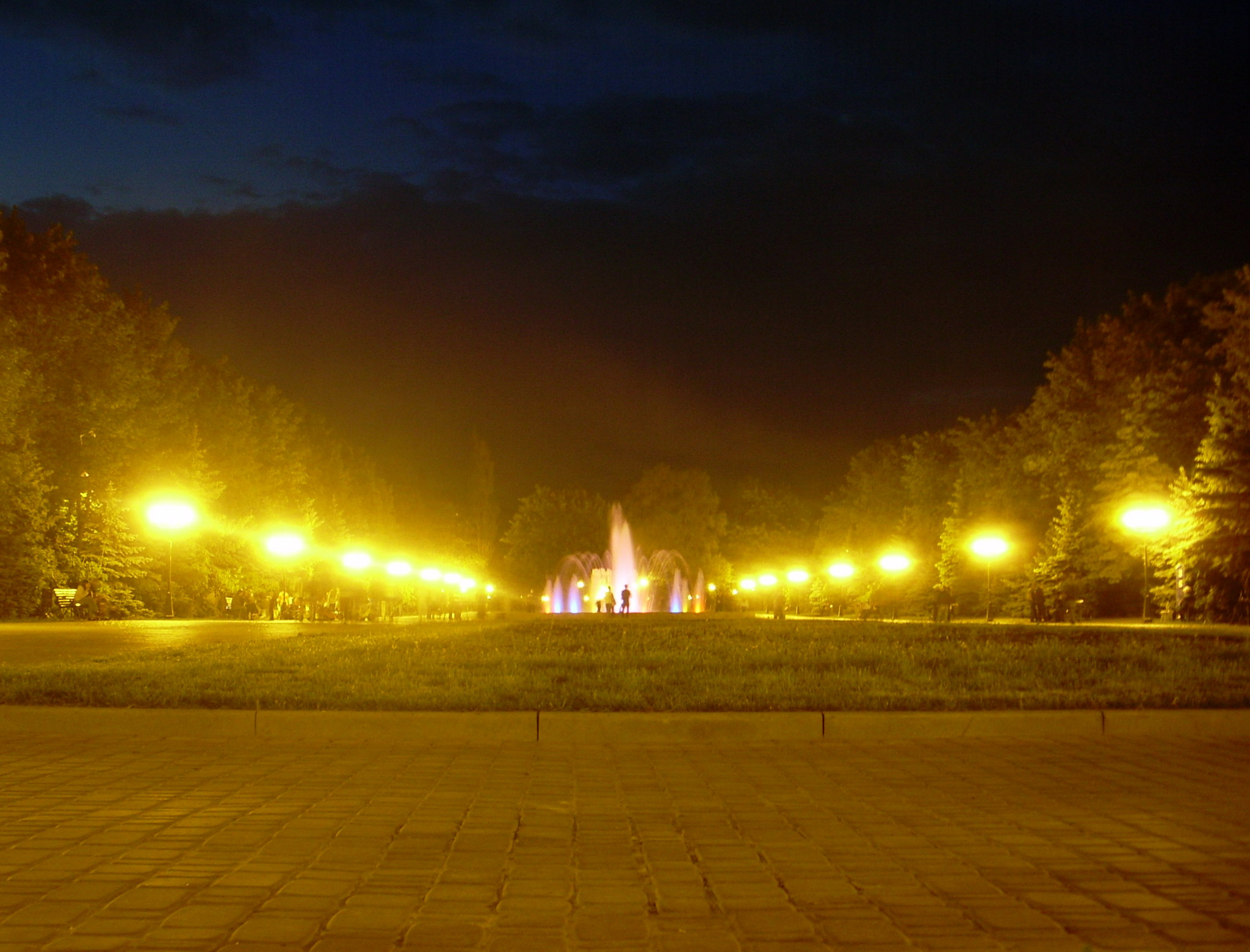
Центральная аллея вечером
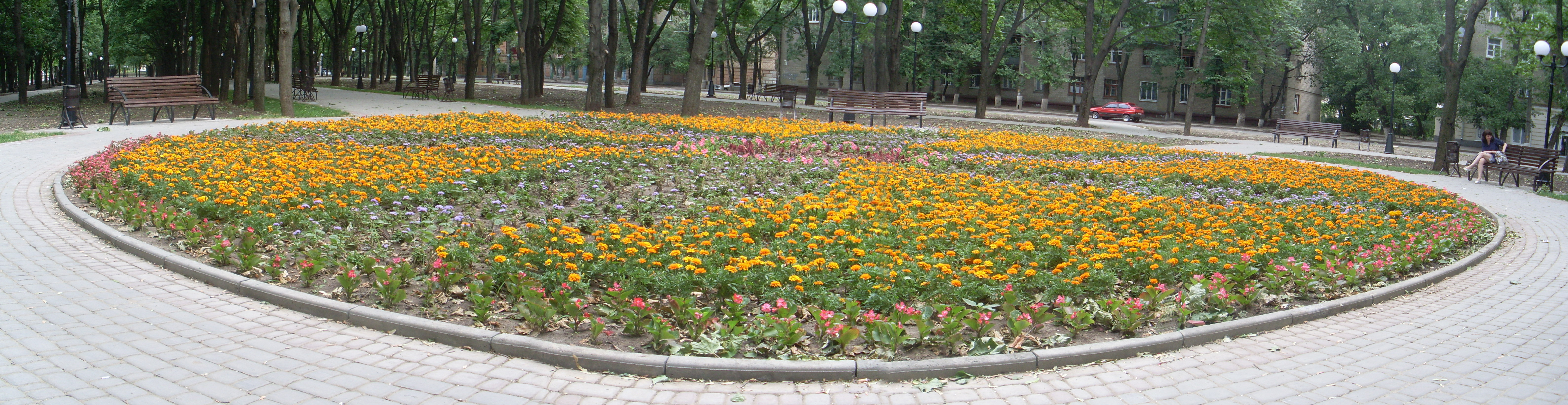
Круглая клумба, открытая в рамках второй очереди Александровского сквера
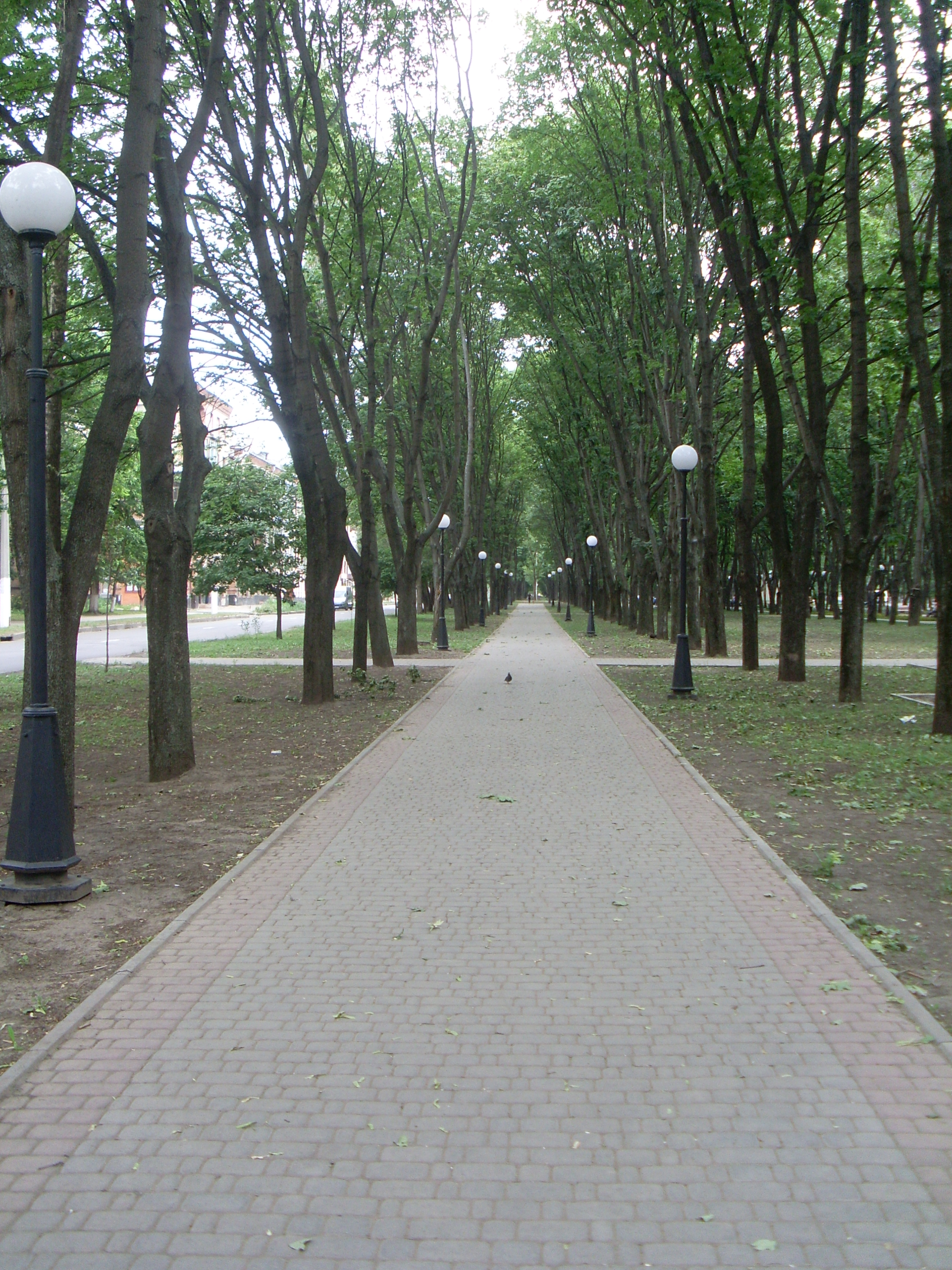
Боковая аллея
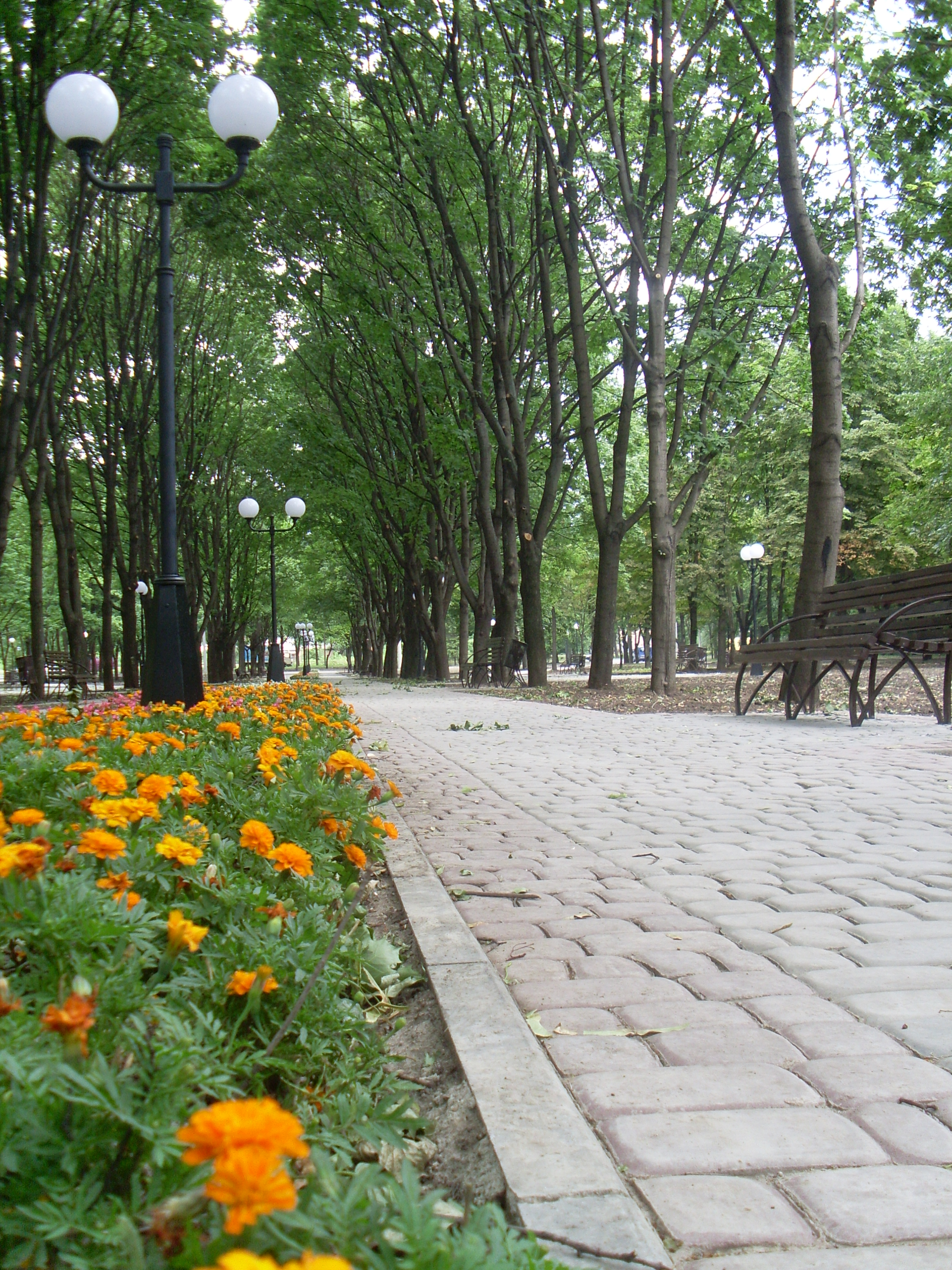
Центральная аллея в районе ул. Мира
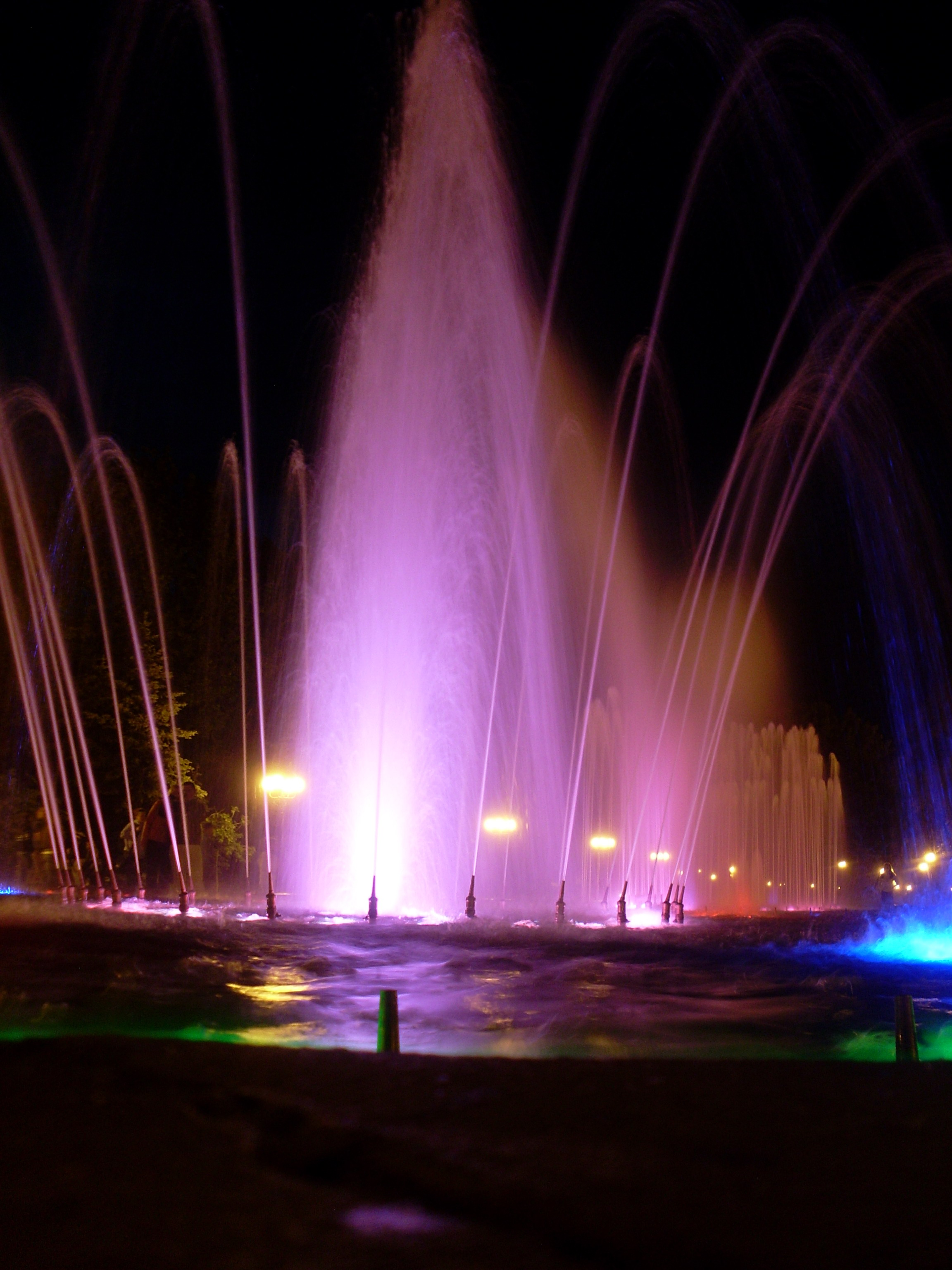
Центральный фонтан с вечерней подсветкой
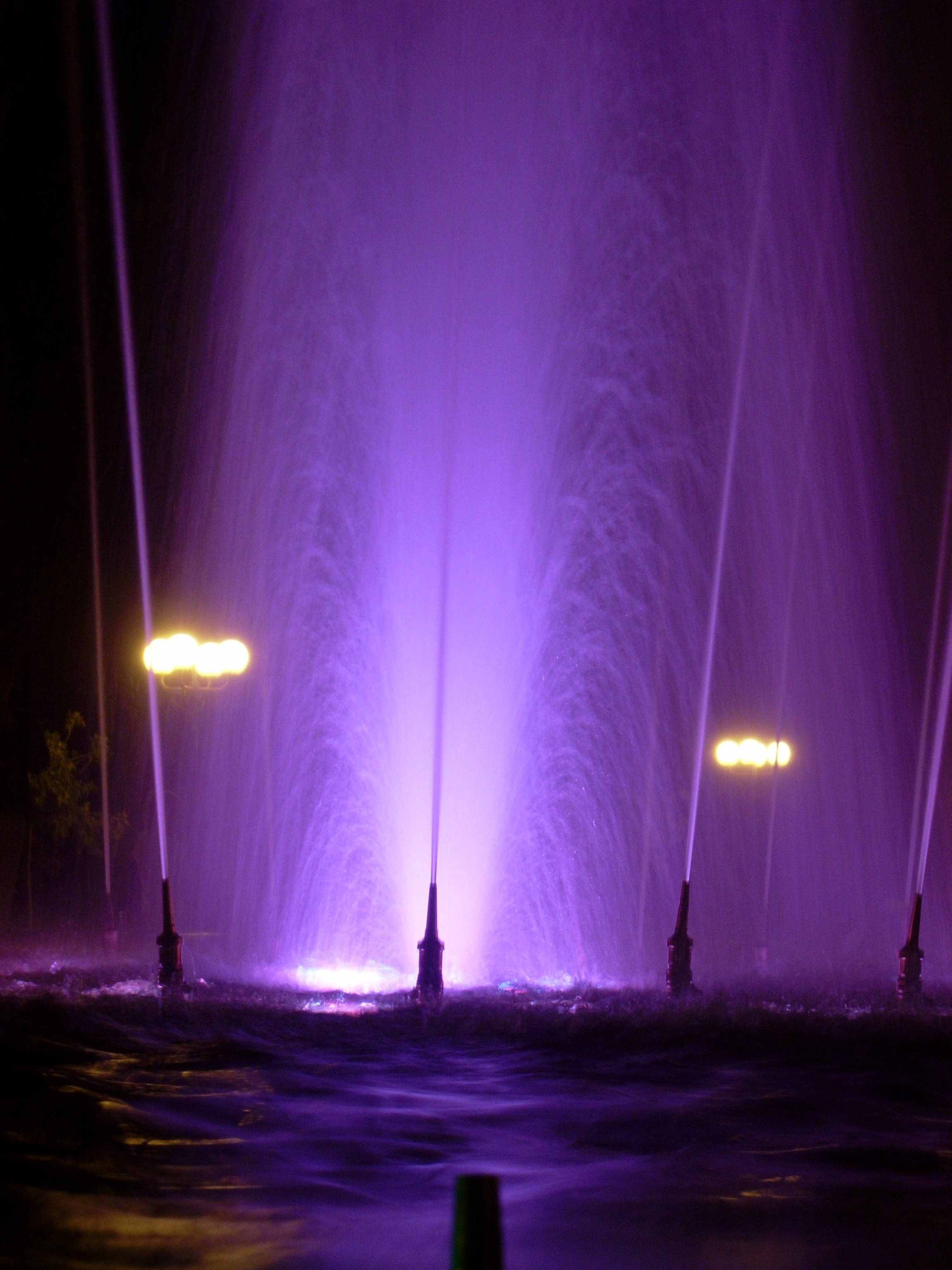
Фонтан с вечерней подсветкой